# صبحگاهی
| بررسی انتقادی | بررسی انتقادی |
| منبع          | رتبه‌بندی      |
| ------------- | ------------- |
| آل‌میوزیک      | [ ۴ ]         |

 صبحگاهی نام یک آلبوم موسیقی اثر حسین علیزاده، هنرمند ایرانی است که در سبک موسیقی اصیل ایرانی و در دستگاه چهارگاه تهیه شده‌است. این اثر به وسیله گروه سازهای ملی به سرپرستی حسین علیزاده و با آواز محسن کرامتی و در ۹ قطعه اجرا شده‌است که در سال ۱۳۷۲ توسط مؤسسه فرهنگی هنری ماهور منتشر شد.
حسین علیزاده قطعه «سلام صبحگاهی» ساخته مشهور حسن کسایی را برای اکستر سازهای ملی تنظیم کرد که در اول آلبوم صبحگاهی گنجانده شده‌است.
در توضیحات این آلبوم چنین آمده‌است : طنین نغمه‌ای هر صبحدم از پنجره‌ها در کوچه خیابان‌های شهر جاری بود. بانگ سحرآمیز خروسی طلوع کار و حرکت را با یک کلام نوید می داد. سلام، سلامی چون بوی خوش آشنایی قطعه ی سلام بیش از سی سال پیش توسط استاد حسن کسایی ساخته شد و هر روز با اجرای زیبای فرهنگ شریف با نام "شادی و امید" از رادیو پخش می شد، مرا بر آن داشت تا به بهانه ی تجلیل از استاد آن را با تنظیم جدیدی به حضورشان تقدیم نمایم، باشد تا در نظربلندشان مقبول افتد.

## فهرست آهنگ‌ها
| ردیف | آهنگ                                  |
| ۱    | قطعه سلام (بر اساس اثر حسن کسایی)     |
| ۲    | تکنوازی کمانچه                        |
| ۳    | چهارمضراب (اجرای گروهی)               |
| ۴    | تکنوازی تار                           |
| ۵    | لزگی (اجرای گروهی با آواز)            |
| ۶    | قطعه‌ای بر اساس پیش زنگوله             |
| ۷    | حصار (دو نوازی تار و کمانچه)          |
| ۸    | ساز و آواز (شعرهای باباطاهر و فایز)   |
| ۹    | تصنیف ای ساربان (بر اساس تصنیف قدیمی) |

## نوازندگان
نوازندگان آلبوم صبحگاهی:
حسین علیزاده: تار
عبدالنقی افشارنیا: نی
ارشد تهماسبی: تار، بم تار
سعید فرج‌پوری: کمانچه، قیچک
علی‌اکبر شکارچی: کمانچه
فرخ مظهری: تار، بم تار
داریوش زرگری: تمبک
مهدی ستایشگر: سنتور
اسعد قریشی: دف
نوازندگان قطعه سلام:
پشنگ کامکار: سنتور
بیژن کامکار: دف
اردشیر کامکار: کمانچه، قیچک
ارژنگ کامکار: تمبک
محمد فیروزی: بربط